# Sušac
Sušac (na domaćem čakavskom narječju hrvatskog jezika: Šujac) je hrvatski otok na pučini središnjeg Jadrana, 23 km zapadno od otoka Lastova i jugoistočno od Visa. Otok je smješten na povijesno važnom plovnom putu koji je povezivao Dalmaciju s Italijom preko poluotoka Monte Gargano.
Otočni greben je izdužen smjerom sjeveroistok-jugozapad. Nad jugozapadnim rtom Kanula je svjetionik, najsjevernija točka otoka je rt Nažene,  a najistočnija rt Lastovac. Na sjeveroistoku je najviši vrh Veli Gark, 243 m. Sjeverozapadne obale su strme klisuraste, a jugoistočne niže s nekoliko pješčanih uvala. Otok je dio Parka prirode Lastovsko otočje
U prapovijesti je otok bio naseljen Ilirima, a u antičko doba imao je fortifikacijsku ulogu. U srednjem vijeku tu je bilo središte benediktinaca koji su u 12. st. podigli crkvu i samostan posvećene svetom Nikoli. Jugoistočno od ruševina te crkve nalazi se gotička crkva iznad čijih se vrata nalazi kip svetog Vlaha (Blaža). Od 15. st. na Sušcu su bila dva mala sezonska ribarska naselja s barakama za soljenje ribe. Te su naseobine rabili ribari s Lastova, Visa i Korčule.
O dugotrajnoj naseljenosti otoka i važnoj ulozi koju je imao na tom putu, svjedoče bogati arheološki nalazi od prapovijesti do razvijenog srednjeg vijeka.

## Flora i fauna
Sredozemne tvrdolisne makije rastu samo na najvišem grebenu Sušca i na sjevernim strminama. Na toplijim južnim padinama i uz obale su naprotiv drugačije ljetopadne šikare subtropskog tipa restinga kao i na susjednom otoku Palagruža, koje su samo zimi zelene a ljeti gole bez lišća. Takav raspored vegetacije u malom je sličan biljnom pokrovu na većim prostorima Izraela, južne Španjolske i sjeverne Afrike.
Na obalnim stijenama Sušca raste posebni otočni endem sušačka kupusina, Brassica cazzae.
Staro antičko ime tog otoka bilo je Choasa, a srednjovjekovno mletačko je Cazza. Hrvatski oblik imena za ovaj otok u srednjovjekovnim izvorima je Susciaç.  Jedini stalni stanovnici Sušca su posada svjetionika, a povremeno tu još dolaze ribari, proljetni pčelari i ljetni turisti.
Otok je bio naseljen još u pretpovijesno doba. Otkriveno je da su ga pretpovijesni pomorci koristili na svojim putovima u početnoj i srednjoj fazi mlađeg kamenog doba.
U starorimsko doba, otok bilježi naseljenost i gospodarsku aktivnost.
Konstantin Porfirogenet za ovaj otok naveo da kao ni Vis ni Lastovo nije u vlasti Neretvanske kneževine, iz čega se da zaključiti da je onda pripadao ranosrednjovjekovnom Hrvatskom Kraljevstvu.
Spominju ga i kasniji srednjovjekovni izvori (Lastovski statut iz 1310...) i putopisci (J. Luccari 1605....). Čest je slučaj da navode da Sušac pripada Lastovu, odnosno lastovski propisi se odnose i na Sušac.

## Stanovništvo
Sušac kroz povijest nikad nije imao više od 24 stanovnika, a prema popisu stanovništva iz 2001. godine otok je bio nenaseljen.
| broj stanovnika |       |       | 17    |       |       |       |       |       | 6     | 24    | 10    | 6     | 8     | 7     |       |
|                 | 1857. | 1869. | 1880. | 1890. | 1900. | 1910. | 1921. | 1931. | 1948. | 1953. | 1961. | 1971. | 1981. | 1991. | 2001. |

## Zanimljivosti
U popularnoj glazbi su splitski glazbenici, skupina Daleka obala ovjekovječila ovaj otok u pjesmi Sušac blues. Ista je pjesma bila na programu Splitskog festivala 1991., koji se nije nikad održao zbog Domovinskog rata.

## Vanjske poveznice
- Slobodna Dalmacija Podlistak: Vela spila iznad Vele Luke na Korčuli

- Jeste li ikad posjetili Sušac? Dalmacija danas. 10. kolovoza 2020.